# Кузьма Заславський
Кузьма Іванович Заславський (? — 1556) — волинський князь з роду Заславських на Острогу. Державець (староста) свіслоцький і кам'янецький, відомий завдяки майновим конфліктам з Острозькими, власник Милятина, Чернихова. Дружина — Анастасія Заславська, донька князя Юрія (?—1561) — волинська княгиня, фундаторка Пересопницького євангелія. Діти:
- Януш (пом. 27 липня 1562, Вільно[1])
- Анна (Ганна) Чорторийська-Заславська, Дружина Івана Федоровича Чорторийського з Клеваня